# دوایر (نیومکزیکو)
دوایر (به انگلیسی: Dwyer) یک منطقهٔ مسکونی در ایالات متحده آمریکا است که در شهرستان گرنت، نیومکزیکو واقع شده‌است. دوایر ۱٬۵۸۴٫۹۸ متر بالاتر از سطح دریا قرار دارد.